# Kanton Saint-Amour
Saint-Amour is een kanton van het Franse departement Jura. Het kanton maakt deel uit van het arrondissement Lons-le-Saunier.

## Gemeenten
Het kanton Saint-Amour omvatte tot 2014 de volgende 16 gemeenten:
- Balanod
- Chazelles
- Chevreaux
- Digna
- Graye-et-Charnay
- L'Aubépin
- Loisia
- Montagna-le-Reconduit
- Nanc-lès-Saint-Amour
- Nantey
- Saint-Amour (hoofdplaats)
- Saint-Jean-d'Étreux
- Senaud
- Thoissia
- Val-d'Épy
- Véria

Bij de herindeling van de kantons door het decreet van 17 februari 2014, met uitwerking op 22 maart 2015, werden alle 34 gemeenten van de opgeheven kantons Saint-Julien en Beaufort eraan toegevoegd, alsook één gemeente uit het opgeheven kanton Orgelet.
Op 1 januari 2016 werden de gemeenten Florentia, Nantey en Senaud toegevoegd aan de gemeente Val-d'Épy, die daardoor het statuut van 'commune nouvelle' kreeg onder de naam Val d'Épy. Nadat op 1 januari 2018 daar nog de gemeente La Balme-d'Épy werd aan toegevoegd, werd de naam weer gewijzigd in Val-d'Épy (met streepje).

Eveneens op 1 januari 2016 werd de gemeente Saint-Laurent-la-Roche samengevoegd met de gemeenten Varessia, Arthenas en Essia uit het kanton Moirans-en-Montagne tot de fusiegemeente (commune nouvelle) La Chailleuse.
Op 1 april 2016 werden de gemeenten Chazelles, L'Aubépin en Nanc-lès-Saint-Amour samengevoegd tot de fusiegemeente (commune nouvelle) Les Trois-Châteaux. Op 1 januari 2019 werd daar nog de gemeente Saint-Jean-d'Étreux aan toegevoegd.
Op 1 januari 2017:
- werd de gemeente Villeneuve-lès-Charnod toegevoegd aan de gemeente Aromas uit het Kanton Moirans-en-Montagne ;
- werden de gemeenten Dessia, Lains en Montagna-le-Templier samengevoegd tot de fusiegemeente (commune nouvelle) Montlainsia
- werd de gemeente Mallerey toegevoegd aan de gemeente Trenal uit het Kanton Lons-le-Saunier-2
- werden de gemeenten Bonnaud, Grusse, Vercia en Vincelles samengevoegd tot de fusiegemeente (commune nouvelle) Val-Sonnette
- werden de gemeenten Bourcia, Louvenne, Saint-Julien en Villechantria samengevoegd tot de fusiegemeente (commune nouvelle) Val Suran

Op 1 januari 2019  werden de gemeenten Beaufort en Orbagna samengevoegd tot de fusiegemeente (commune nouvelle) Beaufort-Orbagna.
Het decreet van 5 maart 2020 heeft de grenzen van de kantons gewijzigd zodat bepaalde fusiegemeenten niet meer over twee kantons gespreid liggen.
Sindsdien omvat het kanton volgende gemeenten :
- Andelot-Morval
- Augea
- Augisey
- Balanod
- Beaufort-Orbagna
- Broissia
- Cesancey
- La Chailleuse
- Chevreaux
- Cousance
- Cressia
- Cuisia
- Digna
- Gigny
- Gizia
- Graye-et-Charnay
- Loisia
- Maynal
- Monnetay
- Montagna-le-Reconduit
- Montfleur
- Montlainsia
- Montrevel
- Rosay
- Rotalier
- Saint-Amour
- Sainte-Agnès
- Thoissia
- Les Trois-Châteaux
- Val-d'Épy
- Val-Sonnette
- Val Suran
- Véria